# UEFA Europa League 2015-2016
UEFA Europa League 2015-2016 este cea de-a 45-a ediție a celei de-a doua competiții fotbalistice inter-cluburi ca valoare din Europa, și a 7-a ediție de la redenumirea ei din Cupa UEFA în UEFA Europa League.
Finala UEFA Europa League 2016 s-a jucat pe St. Jakob-Park din Basel, Elveția.

## Echipele
Etichetele din paranteze arată cum s-a calificat echipa pentru competiție:
- TH: Deținătoarea Titlului
- CW: Câștigătoarea Cupei
- CR: Finalista Cupei
- LC: Câștigătoarea Cupei Ligii
- 2nd, 3rd, 4th, 5th, 6th, etc.: Poziția din campionat
- P-W: Câștigătoarea play-off-ului din campionatul propriu
- FP: Fair-Play
- UCL: Transferată din Liga Campionilor
  - GS: Locul trei în faza grupelor
  - PO: Pierdanta din play-off
  - Q3: Pierdanta din turul trei preliminar

| Șaisprezecimi de finală      | Șaisprezecimi de finală       | Șaisprezecimi de finală          | Șaisprezecimi de finală   |
| ---------------------------- | ----------------------------- | -------------------------------- | ------------------------- |
| FC Șahtar Donețk             | Manchester United FC          | Galatasaray SK                   | Sevilla FC                |
| Olympiacos F.C.              | 🇩🇪Bayer 04 Leverkusen         | FC Porto                         | Valencia                  |
| Faza grupelor                |                               |                                  |                           |
| Villarreal (6th)             | Braga (4th)                   | Asteras Tripoli (3rd)            | (UCL PO)                  |
| Tottenham Hotspur (5th)      | Marseille (4th)               | Sion (CW)                        | (UCL PO)                  |
| Liverpool (6th)              | Lokomotiv Moscova (CW)        | APOEL (CL PO)                    | (UCL PO)                  |
| Augsburg (5th)               | Groningen (CW)                | Skënderbeu(CL PO)                | (UCL PO)                  |
| Schalke 04 (6th)             | Dnipro Dnipropetrovsk (3rd)   | Celtic (CL PO)                   | (UCL PO)                  |
| Fiorentina (4th)             | Anderlecht (3rd)              | 🇷🇸 Partizan (CL PO)              |                           |
| Napoli (5th)                 | Beșiktaș (3rd)                | (UCL PO)                         |                           |
| Runda play-off               |                               |                                  |                           |
| (UCL Q3)                     | (UCL Q3)                      | (UCL Q3)                         | (UCL Q3)                  |
| (UCL Q3)                     | (UCL Q3)                      | (UCL Q3)                         | (UCL Q3)                  |
| (UCL Q3)                     | (UCL Q3)                      | (UCL Q3)                         | (UCL Q3)                  |
| (UCL Q3)                     | (UCL Q3)                      | (UCL Q3)                         |                           |
| Turul trei preliminar        |                               |                                  |                           |
| Athletic Bilbao (7th)        | Bordeaux (6th)                | Standard Liège (4th)             | Jablonec (3rd)            |
| Southampton (7th)            | Krasnodar (3rd)               | İstanbul Bașakșehir (4th)        | Târgu Mureș (2nd)         |
| Borussia Dortmund (7th)      | Rubin Kazan (5th)[Note RUS]   | Atromitos (4th)                  | Ironi Kiryat Shmona (2nd) |
| Sampdoria (7th)[Note ITA]    | AZ (3rd)                      | Zürich (3rd)                     | AEK Larnaca (2nd)         |
| Vitória de Guimarães (5th)   | Vitesse (P-W)                 | Rheindorf Altach (3rd)           |                           |
| Belenenses (6th)             | Zorya Luhansk (4th)           | Sturm Graz (4th)                 |                           |
| Saint-Étienne (5th)          | Vorskla Poltava (5th)         | Slovan Liberec (CW)              |                           |
| Turul doi preliminar         |                               |                                  |                           |
| Charleroi (P-W)              | Wolfsberger AC (5th)          | Copenhaga (CW)                   | Inverness CT (CW)         |
| Trabzonspor (5th)            | Mladá Boleslav (4th)          | Rijeka (2nd)                     | IFK Göteborg (CW)         |
| PAOK (5th)                   | Astra Giurgiu (4th)[Note ROU] | Legia Warsaw (CW)                | Cherno More Varna (CW)    |
| Thun (4th)                   | Hapoel Be'er Sheva (3rd)      | Dinamo Minsk (2nd)               |                           |
| Primul tur preliminar        |                               |                                  |                           |
| Botoșani (8th)[Note ROU]     | Debrecen (4th)                | FH (2nd)                         | Vaduz (CW)                |
| Beitar Ierusalim (4th)       | Koper (CW)                    | Víkingur Reykjavík (4th)         | Glentoran (CW)            |
| Apollon Limassol (3rd)       | Celje (2nd)                   | Jelgava (CW)                     | Linfield (2nd)            |
| Omonia (4th)                 | Domžale (3rd)                 | Skonto (2nd)                     | Glenavon (3rd)            |
| Brøndby (3rd)                | Žilina (2nd)                  | Spartaks Jūrmala (6th)[Note LVA] | Bala Town (2nd)           |
| Randers (4th)                | Slovan Bratislava (3rd)       | Mladost Podgorica (CW)           | Airbus UK Broughton (3rd) |
| Hajduk Split (3rd)           | Spartak Trnava (4th)          | Sutjeska Nikšić (2nd)            | Newtown (P-W)             |
| Lokomotiva (4th)             | Sheriff Tiraspol (CW)         | Budućnost Podgorica (3rd)        | Ulisses (2nd)             |
| Jagiellonia Białystok (3rd)  | Dacia Chișinău (2nd)          | Laçi (CW)                        | Shirak (3rd)              |
| Śląsk Wrocław (4th)          | Saxan (5th)[Note MDA]         | Kukësi (2nd)                     | Alașkert FC Erevan (4th)  |
| Shakhtyor Soligorsk (3rd)    | Inter Baku (2nd)              | Partizani Tirana (3rd)           | Nõmme Kalju (CW)          |
| Torpedo-BelAZ Zhodino (4th)  | Gabala (3rd)                  | Kruoja Pakruojis (2nd)           | Sillamäe Kalev (2nd)      |
| Aberdeen (2nd)               | Neftchi Baku (4th)            | Atlantas (3rd)                   | Flora Tallinn (3rd)       |
| St. Johnstone (4th)          | Dinamo Tbilisi (CW)           | Trakai (4th)                     | Víkingur Gøta (CW)        |
| AIK (3rd)                    | Dinamo Batumi (2nd)           | Rabotnički (CW)                  | HB (2nd)                  |
| Elfsborg (4th)               | Spartaki Tskhinvali (4th)     | Shkëndija (3rd)                  | NSÍ Runavík (4th)         |
| Beroe Stara Zagora (2nd)     | Kairat (CW)                   | Renova (4th)                     | Juvenes/Dogana (2nd)      |
| Litex Lovech (4th)[Note BUL] | Aktobe (2nd)                  | St Patrick's Athletic (CW)       | La Fiorita (3rd)          |
| Rosenborg (2nd)              | Ordabasy (4th)                | Cork City (2nd)                  | Sant Julià (CW)           |
| Odd (3rd)                    | Olimpic (CW)                  | Shamrock Rovers (4th)            | Lusitanos (2nd)           |
| Strømsgodset (4th)           | Željezničar (2nd)             | Differdange 03 (CW)              | College Europa (2nd)      |
| Čukarički (CW)               | Zrinjski Mostar (3rd)         | F91 Dudelange (3rd)              | Go Ahead Eagles (FP)      |
| Steaua Roșie Belgrad (2nd)   | SJK (2nd)                     | Progrès Niederkorn (4th)         | West Ham United (FP)      |
| Vojvodina (4th)              | Lahti (3rd)                   | Birkirkara (CW)                  | UCD (FP)                  |
| Ferencváros (CW)             | VPS (4th)                     | Valletta (2nd)                   |                           |
| MTK Budapesta (3rd)          | KR (CW)                       | Balzan (4th)                     |                           |

Sunt 2 echipe ce nu joacă în prima divizie de fotbal a țărilor respective. Acestea sunt Go Ahead Eagles (A doua ligă olandeză) și UCD (A doua ligă irlandeză).
Note
1. ^ Bulgaria (BUL): Lokomotiv Sofia, locul 3 în 2014–15 A PFG, s-a calificat pentru primul tur preliminar al Europa League, dar n-a reușit să obțină o licență UEFA. Astfel,locul i-a fost dat echipei Litex Lovech, locul 4 în ligă.[7][8] Recursul a fost respins pe 1 iunie 2015.[9]
2. ^ Italia (ITA): Genoa, locul șase în 2014–15 Serie A, s-a calificat pentru turul trei preliminar al Europa League, dar n-a reușit să obțină o licență UEFA . Astfel,locul i-a fost dat echipei Sampdoria, locul 7 în ligă. Genoa și-a retras recursul la 3 iunie 2015.[10]
3. ^ Letonia (LVA): Liepāja, locul 4 în 2014 Latvian Higher League, s-a calificat pentru primul tur preliminar al Europa League,dar n-a reușit să obțină o licență UEFA de vreme ce s-a afiliat la Federația Letonă de fotbal după reformarea desființatei Liepājas Metalurgs. Astfel, locul i-a fost dat echipei Spartaks Jūrmala, locul 6 în ligă, deoarece Daugava Daugavpils,locul 5 în ligă,n-a reușit,de asemenea,să obțină o licență UEFA.[11]
4. ^ Moldova (MDA): Tiraspol, locul 4 în Divizia Națională 2014-2015, s-a calificat pentru primul tur preliminar al Europa League, dar s-a desființat la finalul sezonului.[12] Astfel, locul i-a fost dat echipei Saxan, locul 5 în ligă.[13]
5. ^ România (ROU): CFR Cluj,locul 3 în 2014–15 Liga I, s-a calificat pentru al doilea tur preliminar al Europa League, dar a fost interzisă de UEFA în cupele europene,nereușind să-și achite datoriile.[14] Astfel, Astra Giurgiu, locul 4 în ligă, a intrat în al doilea tur preliminar,inițial fiind în primul tur preliminar, acest loc fiindu-i acordat echipeiBotoșani,locul 8 în ligă, deoarece Petrolul Ploiești, CS U Craiova și Dinamo București, locurile 5,6 respectiv 7,n-au reușit să obțină licențe UEFA.[15][16]
6. ^ Rusia (RUS): Dinamo Moscova, locul 4 în 2014–15 Russian Premier League, s-a calificat pentru al treilea tur preliminar al Europa League, dar au fost acuzați de către CFCB pe 24 aprilie 2015 pentru violarea regulamentului financiar al UEFA.[17] Tema a fost inclusă pe ordinea de zi a reuniunii CFCB de pe 16 iunie 2015,[18] anunțându-se pe 19 iunie 2015 că echipa a fost descalificată. [19] Astfel, locul i-a fost dat echipei Rubin Kazan, locul 5 în campionat.

## Tururi preliminare

### Primul tur preliminar
Tragerea la sorți pentru primul și al doilea tur preliminar a avut loc pe 22 iunie 2015. Cu 102 echipe implicate, aceasta este cea mai mare tragere la sorți organizată de UEFA. Meciurile din prima manșă s-au jucat pe 30 iunie și 2 iulie, iar cele din manșa secundă pe 7 și 9 iulie 2015.
| Echipa 1             | Scor gen.  | Echipa 2              | Tur | Retur    |
| -------------------- | ---------- | --------------------- | --- | -------- |
| Víkingur Reykjavík   | 2–3        | Koper                 | 0–1 | 2–2      |
| Sheriff Tiraspol     | 0–3        | Odd                   | 0–3 | 0–0      |
| Kukësi               | 2–0        | Torpedo-BelAZ Zhodino | 2–0 | 0–0      |
| Alașkert FC Erevan   | 2–2 (a)    | St. Johnstone         | 1–0 | 1–2      |
| Jelgava              | 3–3 (a)    | Litex Lovech          | 1–1 | 2–2      |
| Newtown              | 4–2        | Valletta              | 2–1 | 2–1      |
| Dinamo Tbilisi       | 2–3        | Gabala                | 2–1 | 0–2      |
| Renova               | 1–5        | Dacia Chișinău        | 0–1 | 1–4      |
| Olimpic              | 1–1 (a)    | Spartak Trnava        | 1–1 | 0–0      |
| West Ham United      | 4–0[A]     | Lusitanos             | 3–0 | 1–0      |
| Glenavon             | 1–5        | Shakhtyor Soligorsk   | 1–2 | 0–3      |
| Differdange 03       | 4–3        | Bala Town             | 3–1 | 1–2      |
| Shkëndija            | 1–1 (a)    | Aberdeen              | 1–1 | 0–0      |
| Víkingur Gøta        | 0–2        | Rosenborg             | 0–2 | 0–0      |
| SJK                  | 0–2        | FH                    | 0–1 | 0–1      |
| Linfield             | 5–4[A]     | NSÍ Runavík           | 2–0 | 3–4      |
| Brøndby              | 11–0       | Juvenes/Dogana        | 9–0 | 2–0      |
| MTK Budapesta        | 1–3        | Vojvodina             | 0–0 | 1–3      |
| Skonto               | 4–1        | St Patrick's Athletic | 2–1 | 2–0      |
| Lahti                | 2–7        | Elfsborg              | 2–2 | 0–5      |
| Atlantas             | 1–5        | Beroe Stara Zagora    | 0–2 | 1–3      |
| Debrecen             | 3–2        | Sutjeska Nikšić       | 3–0 | 0–2      |
| Ordabasy             | 1–2        | Beitar Ierusalim      | 0–0 | 1–2      |
| Balzan               | 0–3        | Željezničar           | 0–2 | 0–1      |
| Sillamäe Kalev       | 3–7        | Hajduk Split          | 1–1 | 2–6      |
| Budućnost Podgorica  | 1–3[A]     | Spartaks Jūrmala      | 1–3 | 0–0      |
| Steaua Roșie Belgrad | 1–4        | Kairat                | 0–2 | 1–2      |
| Flora Tallinn        | 1–2        | Rabotnički            | 1–0 | 0–2      |
| Sant Julià           | 0–4        | Randers               | 0–1 | 0–3      |
| Saxan                | 0–4        | Apollon Limassol      | 0–2 | 0–2      |
| Progrès Niederkorn   | 0–3        | Shamrock Rovers       | 0–0 | 0–3      |
| Aktobe               | 0–1        | Nõmme Kalju           | 0–1 | 0–0      |
| Dinamo Batumi        | 1–2        | Omonia                | 1–0 | 0–2      |
| Kruoja Pakruojis     | 0–9        | Jagiellonia Białystok | 0–1 | 0–8      |
| Shirak               | 3–2        | Zrinjski Mostar       | 2–0 | 1–2      |
| Cork City            | 2–3        | KR                    | 1–1 | 1–2 d.p. |
| Go Ahead Eagles      | 2–5        | Ferencváros           | 1–1 | 1–4      |
| Trakai               | 7–1        | HB                    | 3–0 | 4–1      |
| Laçi                 | 1–1 (a)    | Inter Baku            | 1–1 | 0–0      |
| VPS                  | 2–6        | AIK                   | 2–2 | 0–4      |
| UCD                  | 2–2 (a)    | F91 Dudelange         | 1–0 | 1–2      |
| Domžale              | 0–1        | Čukarički             | 0–1 | 0–0      |
| Glentoran            | 1–7        | Žilina                | 1–4 | 0–3      |
| Strømsgodset         | 4–1[A]     | Partizani Tirana      | 3–1 | 1–0      |
| Neftchi Baku         | 3–3 (a)[A] | Mladost Podgorica     | 2–2 | 1–1      |
| Celje                | 1–4        | Śląsk Wrocław         | 0–1 | 1–3      |
| La Fiorita           | 1–10       | Vaduz                 | 0–5 | 1–5      |
| Birkirkara           | 3–1        | Ulisses               | 0–0 | 3–1      |
| Airbus UK Broughton  | 3–5        | Lokomotiva            | 1–3 | 2–2      |
| Botoșani             | 4–2        | Spartaki Tskhinvali   | 1–1 | 3–1      |
| Europa FC            | 0–9        | Slovan Bratislava     | 0–6 | 0–3      |

Note
1. ^ a b Ordinea manșelor a fost inversată după tragerea la sorți inițială.

### Turul doi preliminar
Meciurile din prima manșă s-au jucat pe 16 iulie, iar cele din manșa secundă pe 21 și 23 iulie 2015.
| Echipa 1              | Scor gen.   | Echipa 2           | Tur | Retur    |
| --------------------- | ----------- | ------------------ | --- | -------- |
| Kukësi                | 4–3         | Mladost Podgorica  | 0–1 | 4–2      |
| Lokomotiva            | 2–7         | PAOK               | 2–1 | 0–6      |
| Slovan Bratislava     | 6–1         | UCD                | 1–0 | 5–1      |
| Ferencváros           | 0–3         | Željezničar        | 0–1 | 0–2      |
| Vaduz                 | 5–1         | Nõmme Kalju        | 3–1 | 2–0      |
| Beroe Stara Zagora    | 0–1         | Brøndby            | 0–1 | 0–0      |
| KR                    | 0–4         | Rosenborg          | 0–1 | 0–3      |
| AIK                   | 4–0         | Shirak             | 2–0 | 2–0      |
| Legia Warsaw          | 4–0         | Botoșani           | 1–0 | 3–0      |
| Dacia Chișinău        | 3–6         | Žilina             | 1–2 | 2–4      |
| Shamrock Rovers       | 1–4         | Odd                | 0–2 | 1–2      |
| Hapoel Be'er Sheva    | 2–3         | Thun               | 1–1 | 1–2      |
| Kairat                | 4–2         | Alașkert FC Erevan | 3–0 | 1–2      |
| Vojvodina             | 4–1         | Spartaks Jūrmala   | 3–0 | 1–1      |
| Jagiellonia Białystok | 0–1         | Omonia             | 0–0 | 0–1      |
| Jelgava               | 1–2         | Rabotnički         | 1–0 | 0–2      |
| Čukarički             | 1–2         | Gabala             | 1–0 | 0–2      |
| Shakhtyor Soligorsk   | 0–3         | Wolfsberger AC     | 0–1 | 0–2      |
| Trabzonspor           | 3–1         | Differdange 03     | 1–0 | 2–1      |
| Charleroi             | 9–2         | Beitar Ierusalim   | 5–1 | 4–1      |
| Randers               | 0–1         | Elfsborg           | 0–0 | 0–1 d.p. |
| Mladá Boleslav        | 2–2 (a)     | Strømsgodset       | 1–2 | 1–0      |
| Cherno More Varna     | 1–5         | Dinamo Minsk       | 1–1 | 0–4      |
| Rijeka                | 2–5         | Aberdeen           | 0–3 | 2–2      |
| West Ham United       | 1–1 (5–3 p) | Birkirkara         | 1–0 | 0–1 d.p. |
| Apollon Limassol      | 4–0         | Trakai             | 4–0 | 0–0      |
| Koper                 | 4–6         | Hajduk Split       | 3–2 | 1–4      |
| FH                    | 3–4         | Inter Baku         | 1–2 | 2–2 d.p. |
| Inverness CT          | 0–1         | Astra Giurgiu      | 0–1 | 0–0      |
| Spartak Trnava        | 5–2         | Linfield           | 2–1 | 3–1      |
| Copenhaga             | 5–1         | Newtown            | 2–0 | 3–1      |
| Śląsk Wrocław         | 0–2         | IFK Göteborg       | 0–0 | 0–2      |
| Skonto                | 4–11        | Debrecen           | 2–2 | 2–9      |

### Turul trei preliminar
Meciurile din prima manșă se vor juca pe 29 și 30 iulie, iar cele din manșa secundă pe 6 august 2015.
| Echipa 1         | Scor gen. | Echipa 2             | Tur    | Retur    |
| ---------------- | --------- | -------------------- | ------ | -------- |
| Zürich           | 1–2       | Dinamo Minsk         | 0–1    | 1–1 d.p. |
| Kairat           | 3–2       | Aberdeen             | 2–1    | 1–1      |
| Žilina           | 3–3 (a)   | Vorskla Poltava      | 2–0    | 1–3 d.p. |
| AZ               | 4–1       | İstanbul Bașakșehir  | 2–0    | 2–1      |
| Bordeaux         | 4–0       | AEK Larnaca          | 3–0    | 1–0      |
| PAOK             | 2–1       | Spartak Trnava       | 1–0    | 1–1      |
| ASA Târgu Mureș  | 2–4       | Saint-Étienne        | 0–3    | 2–1      |
| Debrecen         | 3–6       | Rosenborg            | 2–3    | 1–3      |
| Jablonec         | 3–3 (a)   | Copenhaga            | 0–1    | 3–2      |
| Thun             | 2–2 (a)   | Vaduz                | 0–0    | 2–2      |
| Belenenses       | 2–1       | IFK Göteborg         | 2–1    | 0–0      |
| Sampdoria        | 2–4       | Vojvodina            | 0–4    | 2–0      |
| Kukësi           | 0–4       | Legia Varșovia       | 0–3[C] | 0–1      |
| Charleroi        | 0–5       | Zorya Luhansk        | 0–2    | 0–3      |
| Sturm Graz       | 3–4       | Rubin Kazan          | 2–3    | 1–1      |
| Elfsborg         | 2–3       | Odd                  | 2–1    | 0–2      |
| Southampton      | 5–0       | Vitesse              | 3–0    | 2–0      |
| Slovan Liberec   | 5–1       | Ironi Kiryat Shmona  | 2–1    | 3–0      |
| Apollon Limassol | 1–2[B]    | Gabala               | 1–1    | 0–1      |
| Wolfsberger AC   | 0–6       | Borussia Dortmund    | 0–1    | 0–5      |
| AIK              | 1–4       | Atromitos            | 1–3    | 0–1      |
| Standard Liège   | 3–1       | Željezničar          | 2–1    | 1–0      |
| West Ham United  | 3–4       | Astra Giurgiu        | 2–2    | 1–2      |
| Athletic Bilbao  | 2–0       | Inter Baku           | 2–0    | 0–0      |
| Rabotnički       | 2–1       | Trabzonspor          | 1–0    | 1–1 d.p. |
| Brøndby          | 2–2 (a)   | Omonia               | 0–0    | 2–2      |
| Rheindorf Altach | 6–2       | Vitória de Guimarães | 2–1    | 4–1      |
| Hajduk Split     | 4–0       | Strømsgodset         | 2–0    | 2–0      |
| Krasnodar        | 5–3       | Slovan Bratislava    | 2–0    | 3–3      |

Note
1. ^ Ordinea manșelor a fost inversată după tragerea la sorți.
2. ^ UEFA a acordat echipei poloneze Legia Varșovia victorie cu 3–0 contra albanezilor de la FK Kukësi, după ce un jucător de la Legia a fost lovit în cap cu un obiect aruncat din tribune. Meciul inițial a fost abandonat în minutul 52 la scorul de 2–1 pentru Legia.[21][22]

## Runda play-off
Tragerea la sorți pentru runda play-off a avut loc pe 7 august 2015. Meciurile din prima manșă s-au jucat pe 20 august, iar cele din manșa secundă pe 27 august 2015.
| Echipa 1         | Scor gen.   | Echipa 2          | Tur | Retur    |
| ---------------- | ----------- | ----------------- | --- | -------- |
| Rheindorf Altach | 0–1         | Belenenses        | 0–1 | 0–0      |
| Žilina           | 3–3 (a)     | Athletic Bilbao   | 3–2 | 0–1      |
| Steaua București | 1–3         | Rosenborg         | 0–3 | 1–0      |
| Zorya Luhansk    | 2–4         | Legia Warsaw      | 0–1 | 2–3      |
| Viktoria Plzeň   | 5–0         | Vojvodina         | 3–0 | 2–0      |
| Milsami Orhei    | 1–2         | Saint-Étienne     | 1–1 | 0–1      |
| Ajax             | 1–0[D]      | Jablonec          | 1–0 | 0–0      |
| Young Boys       | 0–4         | Qarabağ           | 0–1 | 0–3      |
| Molde            | 3–3 (a)     | Standard Liège    | 2–0 | 1–3      |
| PAOK             | 6–1         | Brøndby           | 5–0 | 1–1      |
| Bordeaux         | 2–2 (a)     | Kairat            | 1–0 | 1–2      |
| Lech Poznań      | 4–0         | Videoton          | 3–0 | 1–0      |
| Dinamo Minsk     | 2–2 (3–2 p) | Red Bull Salzburg | 2–0 | 0–2 d.p. |
| Rabotnički       | 1–2         | Rubin Kazan       | 1–1 | 0–1      |
| Slovan Liberec   | 2–0         | Hajduk Split      | 1–0 | 1–0      |
| Atromitos        | 0–4         | Fenerbahçe        | 0–1 | 0–3      |
| Gabala           | 2–2 (a)[D]  | Panathinaikos     | 0–0 | 2–2      |
| Southampton      | 1–2         | Midtjylland       | 1–1 | 0–1      |
| Astra Giurgiu    | 3–4         | AZ                | 3–2 | 0–2      |
| Odd              | 5–11        | Borussia Dortmund | 3–4 | 2–7      |
| Krasnodar        | 5–1         | HJK               | 5–1 | 0–0      |
| Sparta Praga     | 6–4[D]      | Thun              | 3–1 | 3–3      |

Note
1. ^ a b c Ordinea manșelor a fost inversată după tragerea la sorți.